# Tanja Bošković
Tanja Bošković serb. Тања Бошковић (ur. 27 czerwca 1953 w Belgradzie) – serbska i jugosłowiańska aktorka teatralna i filmowa.

## Życiorys
Pochodziła z rodziny nauczycielskiej, była córką dyrektora gimnazjum Velizara i Ivanki. Urodziła się w Belgradzie, w dzieciństwie przeniosła się do Arandjelovaca, gdzie ukończyła gimnazjum. W 1970 zamieszkała w Belgradzie, a następnie przez krótki czas w Nowym Jorku. W 1973 ukończyła studia aktorskie w Belgradzie, w klasie prof. Predraga Bajčeticia. Po studiach występowała w Teatrze Terazije, a następnie od 1986 w Atelje 212.
Na dużym ekranie zadebiutowała w roku 1974. Pierwszą główną rolą w jej karierze była rola Radmily Marjanović w filmie Košava. Jej dorobek filmowy obejmuje ponad 70 ról.
Wystąpiła w pierwszym sezonie serbskiej edycji programu Taniec z gwiazdami w roku 2014. W parze z tancerzem Marko Mićiciem zajęła drugie miejsce.

## Życie prywatne
Wyszła za mąż za reżysera Dejana Karaklajicia, ma syna Đorđe i córkę Lanę.

## Role filmowe (wybór)
- 1974:Košava jako Radmila Marianović
- 1978:Okupacja w 26 obrazach jako Pina
- 1978:Sedam plus sedam jako Tanja
- 1979:Čovjek koga treba ubiti jako Elfa
- 1981:Kir Janja jako Juca
- 1981:Ljubi, ljubi, al’ glavu ne gubi jako Gizi
- 1983:Balkan eksprese jako Lili
- 1983:Malograđani jako Jelena Krivcova
- 1984:Mala pljačka vlaka jako Tatjana Petrovna
- 1988:Manifesto jako Olimpija
- 1995:Uske staze jako Darinka
- 1997:Balkanska pravila jako Marija Lazarević
- 1997:Buđenje proleća jako Klara
- 2001:Normalni ljudi jako matka Miri
- 2006:Uslovna sloboda jako Inge
- 2009:Poslednja audijencija jako Nina
- 2014:Peti leptir jako Melanija
- 2021:Felix jako Hermina
- 2021:Kaljаve gume jako Mirijana

## Nagrody i wyróżnienia
- 2020: Nagroda Žanki Stokić za wybitny wkład w rozwój serbskiego teatru i filmu
- 2021: Nagroda Janosa Totha za rolę Hany w spektaklu Flashdance, wystawionym przez Teatr Terazije